# Domingo Roa Pérez
Monsenhor Domingo Maximiliano Roa Pérez (El Cobre, 21 de fevereiro de 1915 — Maracaibo, 1 de janeiro de 2000) foi prelado venezuelano da Igreja Católica Romana. Presbítero da Diocese de San Cristóbal, foi elevado ao episcopado em 1957 para a então Diocese de Calabozo, a qual governou até 1961, quando foi transferido para a de Maracaibo. Cinco anos depois, em 1966, Maracaibo tornou-se sede de província eclesiástica e, Roa Pérez, entronizado como seu arcebispo. Renunciou ao governo arquiepiscopal por idade em 1992. Retornou a assumir funções, no entanto, em 1994, como administrador apostólico da recém-criada Diocese de El Vigía-San Carlos del Zulia até 1999, quando entregou-a ao seu bispo de direito. Logo após, voltou a atuar em Maracaibo, como vigário-geral da arquidiocese ora vacante, até falecer.

## Biografia

### Juventude
Nasceu em El Cobre, município de José María Vargas, Táchira. Era o primogênito do casal Juana de Jesús Pérez e Quiterio Roa, agricultores. Teve dois irmãos: Julián e Carmela. Católicos praticantes, seus pais o batizaram logo após seu nascimento. Algum tempo depois, recebeu o sacramento do crisma. Depois de receber a primeira comunhão, aos dez anos, Domingo vinculou-se às atividades clericais da paróquia de sua cidade, demonstrando simpatia à vida eclesiástica.
Iniciou seus estudos em sua cidade natal. Em 1929, aos 14 anos, decidido a seguir carreira eclesiástica, com o apoio de sua família e de seu pároco, ingressou no seminário menor Santo Tomás de Aquino, da Diocese de San Cristóbal, dirigido pelos Padres Eudistas, onde cursou o ensino médio. Em 1934, cumpridas as regras e pelos seus méritos e vocação, passou um breve período no Seminário Maior de Pamplona, Colômbia, também dirigido pelos eudistas, e, cumprindo aquele período sugerido, foi para o Seminário Interdiocesano de Caracas, Santa Rosa de Lima, dirigido pelos Padres Jesuítas, para completar os estudos de filosofia e teologia, entre outros.

### Presbiterado
No final de 1938, viajou para Roma, Itália, onde ingressou no Ponitifício Colégio Pio Latino-Americano, compartilhando esta residência com candidatos ao sacerdócio vindos de diversas partes do mundo, dentre os quais, Oscar Arnulfo Romero. Paralelamente, registrou-se como aluno da Pontifícia Universidade Gregoriana. Concluída esta etapa, foi ordenado presbítero em 12 de abril de 1941, na capela do Colégio Pio, pelas mãos de Dom Luigi Traglia, vigário-geral de Roma. Celebrou sua primeira missa no dia seguinte. De volta ao seu país de origem, a cumprir a lei, registrou-se na Universidade Central da Venezuela para revalidar seus estudos. Em 1942, recebeu o título de Doutor em Ciências Eclesiásticas, menção Teologia.
O novo bispo de San Cristóbal, Dom Rafael Ignacio Arias Blanco, designou jovem Pe. Roa cooperador da Paróquia São João de Colón. Nessa cidade, também exerceu a docência no Colégio Sucre. Em 1945, foi nomeado pároco da Paróquia de San José de Bolívar, mas apenas por um ano, pois, em 1946, foi transferido para San Cristóbal, para assumir a diretoria do Diário Católico, órgão de comunicação diocesano, em substituição ao Pe. Carlos Sánchez Espejo, eleito deputado à Assembleia Constituinte Nacional. Concomitantemente, tornou-se professor e capelão do Colégio Maria Auxiliadora e cooperador da Paróquia São João da Ermida.
Em 1947, foi nomeado pároco da Paróquia Nossa Senhora de Coromoto, no bairro Obrero, em San Cristóbal. Ali deu continuidade à construção do templo iniciada por seu antecessor, o Pe. Víctor Manuel Valecillo. Em 1951, foi escolhido para ocupar o cargo de vigário-geral da diocese, em substituição ao Monsenhor José Rincón Bonilla, que fora nomeado bispo-auxiliar da Diocese de Zulia. Em abril de 1952, Dom Rafael foi nomeado arcebispo coadjutor de Caracas, e Pe. Roa, como vigário-geral, assumiu o governo da Diocese de San Cristóbal, até a consagração do novo ordinário, Alejandro Fernández Feo-Tinoco, em agosto. O novo bispo manteve Pe. Roa como seu vigário e conseguiu-lhe o título de Prelado Doméstico de Sua Santidade em 1956.

### Episcopado
Em 3 de outubro de 1957, por disposição do Papa Pio XII, Monsenhor Roa foi exaltado como bispo da então Diocese de Calabozo. Logo após a proclamação de sua nomeação, Monsenhor Roa foi a Bogotá para buscar conselhos e a orientação de seus antigos educadores, os padres eudistas. Em 24 de novembro seguinte, o núncio apostólico, Monsenhor Raffaele Forni, junto ao Monsenhor Alejandro Fernández Feo e ao Monsenhor Antonio Ignacio Camargo, outrora ordinário de Calabozo e agora de Trujillo, em ato solene celebrado na Igreja Paroquial de Nossa Senhora do Coromoto, em San Cristóbal, consagraram Monsenhor Roa como o quinto bispo de Calabozo.
Monsenhor Roa tomou posse em 8 de dezembro, Solenidade da Imaculada Conceição de Maria. Em sua primeira carta pastoral, além de agradecer a acolhida por parte dos fiéis, anunciou seu plano de ação: fomento da obra do Seminário, educação cristã da juventude, ensino do catecismo, intensificação do apostolado secular, difusão da doutrina social da Igreja e atenção aos imigrantes. Sua permanência naquela diocese, no entanto, foi relativamente breve, pois em 16 de janeiro de 1961, o Papa João XXIII determinou que Monsenhor Roa deveria assumir a Diocese de Maracaibo em substituição ao Monsenhor José Rafael Pulido Méndez, nomeado coadjutor da Sé Metropolitana de Mérida. O quinto bispo de Maracaibo assumiu suas funções em 11 de março seguinte.
Sua primeira ação foi conhecer sua diocese. As terras de missão como o sul do Lago de Maracaibo e o território que depois formaria a costa oriental do mesmo receberam seus desvelos pastorais. Também era urgente a necessidade de moralizar o clero, pois  havia ali se instalado uma anarquia que solapava a unidade da Igreja em Zulia e a obediência à autoridade do bispo. A causa disso era interferência do Estado nos assuntos da Igreja. Vigorava então na Venezuela a lei do Patronato Eclesiástico, dispositivo herdado da Espanha, o qual dava ao Estado o direito de prover cargos eclesiásticos e regulares, criar dioceses e postular candidatos a bispos perante o Vaticano. Isso trazia uma série de problemas para a Igreja, especialmente em Zulia, quando a diocese foi eliminada, em 1904, e desprovida de ordinário, em 1910. Consequentemente, surgiam disputas por parte dos presbíteros diocesanos devido a questões políticas e pelo desejo de alguns desses de ocupar alguma conezia disponível. Na década de 1950, porém, essa lei já não era mais aplicada literalmente e, na década seguinte, a Igreja conseguiu sua revogação finalmente.
Monsenhor Roa defendeu a promoção das vocações religiosas, a fundação de novas paróquias, construção de templos, escolas para os pobres e, em geral, a organização da estrutura diocesana. Ao mesmo tempo, atendeu à convocatória para o Concílio Vaticano II em 1962. O caminho reformador do mesmo foi admitido com amplitude pelo arcebispo.

### Elevação a arcebispo
Em 1965, foi criada a Diocese de Cabimas, desmembrada da de Maracaibo. Em 30 de abril de 1966, pela bula papal Regimine suscepto, uma nova província eclesiástica foi criada na Venezuela, compostas das Dioceses de Maracaibo, Cabimas e Coro, separadas as primeiras da província eclesiástica de Mérida e a última, de Caracas, com Maracaibo sendo a metropolitana, e Monsenhor Roa designado para presidi-la como arcebispo. Os atos de instalação da arquidiocese e a entronização de seu primeiro arcebispo realizaram-se três meses depois na Catedral de Maracaibo, presididos pelo núncio apostólico, Monsenhor Luigi Dadaglio, com a presença de prelados e presbíteros e autoridades de todo o país.
Em abril de 1968, conservando sua autoridade em Maracaibo, Roa foi designado para assumir a administração da Arquidiocese de Mérida, por incapacidade do ordinário Monsenhor José Rafael Pulido Méndez devido a problemas de saúde, até 1969, quando passou as funções ao coadjutor nomeado, Monsenhor Ángel Pérez Cisneros. Pulido Méndez, embora afastado do governo efetivo da arquidiocese, permaneceu como arcebispo até sua morte, em 1972.
Conforme disposto no Concílio Vaticano II, desenrolaram-se uma série de atividades complementares para dar cumprimento ao que fora aprovado no mesmo. Por esta razão, em setembro de 1974, efetuou-se em Roma o 3º sínodo dos bispos sobre a Justiça no Mundo, do qual Roa foi designado para participar dele pela Conferência Episcopal Venezuelana. Anteriormente, em agosto de 1968, realizou-se em Medellín, Colômbia, a Segunda Conferência Geral do Episcopado Latino-Americano, em que Roa esteve entre os participantes com atitude renovadora, afirmando a necessidade de uma Igreja solidária não só em palavras, como também em ações. Assistiu igualmente às Conferências Gerais de Puebla, México, em 1979, e Santo Domingo, República Dominicana, em 1992.
Em 1975, fundou o Seminário Maior da Arquidiocese de Maracaibo. Até então, os seminaristas tinham que ir a Caracas, San Cristóbal, ou a outros lugares para concluir seus estudos. Em 1978, tornou-se presidente da Conferência Episcopal Venezuelana, cargo que ocupou até 1984, no qual manteve uma posição crítica a comportamentos contrários à ética de alguns políticos e que deram testemunho de seu apego e defesa da Igreja Católica. Também participou e presidiu diversas comissões nacionais do episcopado: catequese, apostolado secular, meios de comunicação social, seminários, entre outras.
Celebrou suas bodas de prata episcopais em 10 de outubro de 1982, recebendo por esta ocasião diversas homenagens, entre elas, uma carta de felicitações do Papa João Paulo II, e o presidente da República, Luis Herrera Campins, conferiu-lhe a Ordem do Libertador. O Sumo Pontífice visitou a sua arquidiocese em 27 de janeiro de 1985. Nesse dia, presidiu à Santa Missa realizada no Ginásio Poliesportivo Grano de Oro. Ao fim do ato religioso, uma vez que a relíquia de Nossa Senhora de Chiquinquirá, padroeira de Zulia, fora transladada em procissão até o local, o Pontífice deteve-se num momento de oração diante da mesma. O Papa pernoitou no palácio arquiepiscopal e, no dia seguinte, partiu para Mérida a cumprir sua programação. Como recordação de sua visita, deixou seu solidéu que se conserva como tesouro na Basílica de Maracaibo.
Em 1972, nomeou como vigário-geral o Pe. José Joaquín Troconis Montiel, que exerceu o cargo até 1977, quando o Papa Paulo VI o designou bispo-auxiliar da Arquidiocese de Valencia. Para substituí-lo, nomeou o Pe. Roberto Lückert León. Este permaneceu no cargo até 1985, quando também foi elevado ao episcopado, para a Diocese de Cabimas. Sucedeu-o Pe. Antonio López Castillo, que, em 1988, foi consagrado bispo-auxiliar de Maracaibo, na qual cooperou de maneira solidária com o trabalho apostólico e social de Monsenhor Roa. López Castillo posteriormente foi nomeado bispo de Barinas em 1992 e, em 2001, elevado ao arquiepiscopado, como ordinário de Calabozo, agora uma arquidiocese. Em 2007, foi transferido para a Arquidiocese de Barquisimeto.

### Últimos anos
Em 1990, Fundou o Museu Arquidiocesano Bispo Lasso com a finalidade de lograr a compilação das obras históricas e artísticas da Igreja de Zulia. Nesse ínterim, atingindo a idade-limite disposta pelo Código Canônico, apresentou seu pedido de renúncia ao governo arquiepiscopal à Santa Sé. O pedido só seria aceito em 23 de dezembro de 1992. Em 11 de fevereiro seguinte, foi nomeado seu sucessor, Monsenhor Ramón Ovidio Pérez Morales, vindo da Diocese de Coro.
Sua aposentadoria, no entanto, só durou efetivamente durante um ano. Em 1994, Monsenhor Roa foi nomeado administrador apostólico da recém-criada Diocese de El Vigía-San Carlos del Zulia, desmembrada de Cabimas, Maracaibo e Mérida. Em 18 de novembro, todavia, sofreu grave acidente de trânsito que o colocou à beira da morte, mas do qual conseguiu recuperar-se satisafatoriamente, dando continuidade ao seu trabalho de organizar e acondicionar aquela diocese para qual um bispo próprio, na pessoa do Monsenhor William Enrique Delgado Silva, seria nomeado apenas em 1999. Nesse mesmo ano, atendendo a pedido do clero de Maracaibo, Roa assumiu o cargo de vigário-geral daquela arquidiocese que se encontrava vacante. Pérez Morales, sucessor de Roa, fora transferido para a Diocese de Los Teques e Monsenhor Tulio Manuel Chirivella Varela, arcebispo de Baquisimeto, fora designado seu administrador apostólico.
O arcebispo emérito, nesse tempo, já apresentava sinais de declínio de sua saúde. Ainda assim, durante as chuvas torrenciais que atingiram o país e causaram grandes prejuízos na região de La Guajira, esteve ali presente, levando conforto e ajuda material para as vítimas.
Domingo Roa Pérez faleceu no primeiro dia do ano de 2000, às 18 horas. Sua missa de exéquias foi celebrada quatro dias depois, presidida por Monsenhor Chirivella, acompanhado de um grupo de prelados e sacerdotes, entre os quais o núncio apostólico Monsenhor Leonardo Sandri e Monsenhor Roberto Lückert, antigo vigário-geral. No mesmo dia, seus restos mortais foram sepultados no altar-mor da Catedral Metropolitana de Maracaibo.

## Candidato a beatificação
Após a morte de Monsenhor Roa Pérez, grupos de pessoas que o conheceram começaram a falar acerca de suas virtudes e seus feitos que permitiam considerá-lo um homem dotado da Graça Divina. Desde então, elas vêm comentando ações de graça e favores alcançados por fiéis que pediram sua intercessão e sua ajuda e propôs-se iniciar um processo de beatificação.
Durante a missa com motivo dos 89 anos do nascimento de Monsenhor Roa, celebrada na Catedral de Maracaibo em 21 de fevereiro de 2004, e presidida por Monsenhor Ubaldo Ramón Santana Sequera, FMI, arcebispo, este anunciou o início de uma consulta entre os fiéis da arquidiocese para solicitar à Santa Sé que considerasse a postulação de Monsenhor Roa entre os candidatos à beatificação.
Em 17 de fevereiro de 2017, durante a missa por ocasião dos 102 anos do nascimento de Monsenhor Roa, o arcebispo de Maracaibo renovou seu propósito de iniciar formalmente o estudo da vida e da obra de Monsenhor Roa e designou o Pe. Eduardo Ortigoza para preparar a documentação necessária a fim de se iniciar a causa da beatificação.